# Planeta maimuțelor (film din 2001)
Planeta maimuțelor (titlu original: în engleză Planet of the Apes) este un film științifico-fantastic de acțiune și aventuri american din 2001, regizat de Tim Burton, cu Mark Wahlberg, Tim Roth, Helena Bonham Carter, Michael Clarke Duncan, Paul Giamatti și Estella Warren în rolurile principale. Este o refacere a filmului original din 1968, Planeta maimuțelor, bazat pe romanul omonim scris de Pierre Boulle.

## Rezumat
Este anul 2029: astronautul Leo Davidson pleacă de pe o stație spațială într-o misiune de "rutină" de recunoaștere. Dar un ocol brusc printr-o gaură de vierme îl aruncă pe o planetă ciudată pe care maimuțe vorbitoare conduc rasa umană. Cu ajutorul unui activist și simpatic cimpanzeu pe nume Ari și un mic grup de rebeli umani, Leo conduce pe cei care vor să scape de armata gorilelor condusă de generalul Thade și de războinicul său cel mai de încredere, Attar. Acum, cel mai important lucru este să ajungă într-un templu sacru aflat în zona interzisă a planetei pentru a descoperi secrete șocante din trecutul omenirii - și cheia viitorului său.

## Actori
- Mark Wahlberg - Căpitan Leo Davidson
- Tim Roth - General Thade
- Helena Bonham Carter – Ari
- Michael Clarke Duncan - Colonel Attar
- Paul Giamatti – Limbo
- Estella Warren – Daena
- Cary-Hiroyuki Tagawa - Krull
- Kris Kristofferson - Karubi
- David Warner - Senatorul Sandar
- Lisa Marie – Nova
- Erick Avari – Tival
- Luke Eberl – Birn
- Evan Parke – Gunnar
- Glenn Shadix - Senatorul Nado
- Freda Foh Shen – Bon
- Chris Ellis – locotenent-general Karl Vasich
- Charlton Heston – tatăl lui Thade

## Coloană sonoră
Lista compozițiilor care alcătuiesc coloana sonoră a filmului
1. "Main Titles" - 3:49

2. "Ape Suite #1" - 3:53

3. "Deep Space Launch" - 4:35
  
4. "The Hunt" - 4:58

5. "Branding The Herd" - 0:49

6. "The Dirty Deed" - 2:27

7. "Escape From Ape City / The Legend" - 5:58

8. "Ape Suite #2" - 2:42

9. "Old Flames" - 2:11

10. "Thade Goes Ape" - 2:37

11. "Preparing For Battle" - 3:27
 
12. "The Battle Begins" - 5:17

13. "The Return" - 7:19

14. "Main Title Deconstruction" - 4:22

15. "Rule The Planet Remix" - 4:03

## Recepție
Filmul a primit recenzii mixte. În baza a 156 de recenzii colectate de Rotten Tomatoes, 45% din critici se declară mulțumiți de Planeta maimuțelor.

### Box office
Filmul Planeta maimuțelor a avut încasări de 68,532,960 de dolari în primul weekend în America. Acesta este al doilea film cu cele mai mari încasări în weekend-ul de debut din 2001, după Harry Potter and the Philosopher's Stone. The film went on to gross $180,011,740 in North America and $182,200,000 elsewhere, for a worldwide total of $362,211,740.

### Premii
La Gala Premiilor BAFTA din anul 2002, Planeta maimuțelor a fost nominalizat la categoriile Cele mai bune costume și Cel mai bun machiaj. De asemenea, filmul a fost nominalizat la patru premii Saturn, pentru cel mai bun actor, actriță, machiaj și costume.